# Nils Flyg

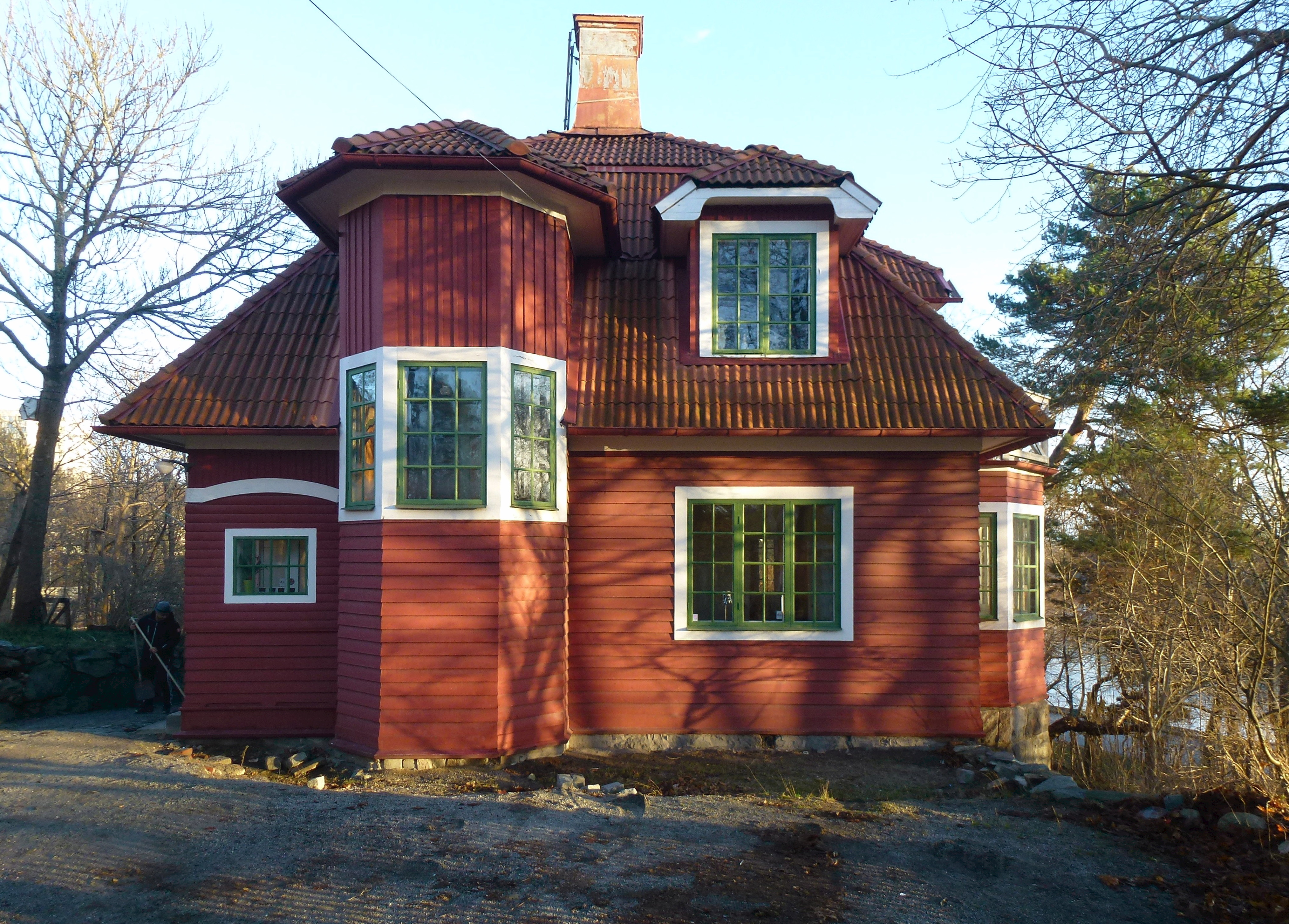
Villa Tomtebo, familjen Flygs bostad i Nacka mellan 1931 och 2012.

Nils Svante Flyg (i riksdagen kallad Flyg i Saltsjö-Nacka), född 9 juni 1891 i Maria Magdalena församling i Stockholm, död 9 januari 1943 i Nacka, var en svensk politiker (kommunist,  nazist) och riksdagsledamot 1929–1940 (Stockholms läns valkrets), ordförande i Sveriges kommunistiska parti (SKP) 1924–1929, därefter i Socialistiska partiet fram till sin död.

## Biografi
Nils Flyg, som var son till en sockerbruksarbetare och själv till yrket typograf, började sin politiska bana i Socialdemokratiska Ungdomsförbundet, som då var det odelade Sveriges Socialdemokratiska Arbetarpartis organisation för arbetarungdom. Flyg anslöt sig vid SAP:s splittring 1917 till Sverges socialdemokratiska vänsterparti, en utbrytning med vänsterprofil under ledning av Karl Kilbom. När partiet miste medlemmar till följd av 1921 års anslutning till den av de ryska kommunisterna behärskade Tredje Internationalen (Komintern) följde Flyg emellertid majoriteten och stannade i Sveriges kommunistiska parti, som blev partiets nya namn. Flyg tog med sig flertalet av medlemmarna i SKP, merparten av partiledningen, partigruppen i riksdagen och partiets huvudorgan Folkets Dagblad. Han var SKP:s partiledare 1924-1929. Även när Zeth Höglund med flera lämnade partiet 1924 stannade Flyg. I kosackvalet 1928 invaldes Flyg som en av åtta kommunister i i riksdagen. 
När Sveriges kommunistiska parti 1929 ånyo delades bildade Flyg tillsammans med Kilbom ett nytt kommunistparti fritt från Komintern. Detta nya parti bytte efter några år namn till Socialistiska partiet (SP). Han satt i riksdagen till 1940. Under andra världskriget tog Socialistiska partiet under Flygs ledning emot ekonomiskt stöd från Nazityskland och utvecklade en ideologi som också var inspirerad av den nazistiska. Följden blev att SP snabbt förlorade merparten av sina anhängare. En inre krets runt Flyg stannade dock kvar och fortsatte att driva partiet även efter dennes död. Några år efter krigsslutet upplöstes Socialistiska partiet.[källa behövs]
Flyg var förtegen om sin utveckling, påbörjad redan under 1930-talets sena år, från att vara kritiker av den sovjetiska kommunismen till att sympatisera med den tyska nationalsocialismen. Rimligen var han, i likhet med exempelvis trotskisterna, rädd för eventuella personliga konsekvenser av den sovjetiska säkerhetstjänstens internationella verksamhet.[källa behövs]
Folkets Dagblad Politiken var partiets organ med Flyg som chefredaktör från 1937 fram till hans död. Ekonomiska problem tvang partiet att under en tid göra ett uppehåll. Hemliga penningtillskott från Tyskland gjorde att man under år 1942 kunde återuppta utgivningen. Tyskt ekonomiskt bistånd utgick med 17000kr i månaden från 1942. 
I oktober 1924 var Flyg redaktör för boken om  Vladimir Lenin -  Liv och lära; läraren, ledaren, kämpen.  Libris  där Flyg även skrev bokens förord, med anledning av Lenins död. Flyg betraktades som partiets Leninspecialist. 
Flyg var chef för bokförlaget Frams redaktion 1924–1928, och skrev själv bland annat Vårt studiearbete (1919, 2:a upplagan 1921) och Lenin (1925). Från 1929 var han utrikespolitisk redaktör vid Folkets Dagblad.
Nils Flyg avled den 9 januari 1943 i en blodpropp i hjärtat efter en s.k silvernålsfest på Berns salonger. Han led av förstorat hjärta sedan 1941. 

## Eftermäle
I romanen Han som sjöng gav Ingeborg Björklund 1935 sin bild av Flyg som människa och politiker.